# Турья (левый приток Припяти)
Ту́рья (бел. Ту́р'я) — река в Речицком, Хойникском, Калинковичском районах Гомельской области Белоруссии.
Левый приток реки Припяти. Течёт по Гомельскому Полесью через озёра в пойме Припяти.
Гидроним Турья восходит к угро-финскому термину тур — «озеро». 

## Гидрология
Длина реки — 46 км. Не судоходна.
Исток реки начинается в 6 км на северо-восток от деревни Шавлов Калинковичского района. Устье в 4 км на северо-запад от деревни Ломыш Хойникского района.
Русло на протяжении 37 км от истока канализировано и называется канава Турья.
Приток справа Ужинецкий канал.